# Sauerländer Heimatbund
Der Sauerländer Heimatbund ist ein Heimatverein, dessen Gründung am 3. September 1921 in Wennemen beschlossen wurde.

## Entwicklung und Organisation
Er war ursprünglich eine „Vereinigung studierender Sauerländer.“ Die Initiative zur Gründung ging von Franz Hoffmeister aus Ramsbeck aus, der sich bald andere junge Sauerländer aus dem Umfeld der Jugend- und Heimatschutzbewegung anschlossen. Er war dabei auch eine Reaktion auf die bedrückenden Erlebnisse der Gründer während des Ersten Weltkriegs. Der Zerstörung der Vorkriegsordnung sollte die regionale Identität und christliche Wertvorstellungen gegenübergestellt werden. In der Gründungssatzung hieß es daher:

„Auf Grundlage des Christentums Erhaltung, Stärkung und Vertiefung jeder berechtigten sauerländischen Eigenart; Belehrung über heimatliche Natur, Geschichte Volkskunde und Werke sauerländischer Literatur und Kunst; Abwehr aller Auswüchse und Verwirrungen der Volksanschauungen, Schutz der heimischen Landschaft sowie der Natur- und Kunstdenkmäler.“

Erster Vorsitzender wurde Albert Kleffmann. In den zwanziger Jahren nahm die Zahl der Mitglieder stark zu. In dieser Zeit spielten dafür nicht zuletzt die Skepsis gegen die Veränderung der Lebensweisen und die Kritik an der Moderne insgesamt eine zentrale Rolle. Der Bund verfügte mit der Zeitschrift Trutznachtigall (1919–1927) bzw. Heimwacht (1928–1932) über ein eigenes Publikationsorgan. Teile des Vereins standen völkischem Gedankengut durchaus nahe. Mit dem Heimatbund organisatorisch verbunden war etwa der Sauerländische Künstlerkreis. Insgesamt aber führte die ausgeprägt christliche Orientierung während der nationalsozialistischen Herrschaft zu einer Unterbrechung der Vereinstätigkeit.
Vor allem von Theodor Pröpper aus Balve initiiert kam es 1950 zur Wiedergründung des Sauerländer Heimatbundes.
Er ist Mitglied des Westfälischen Heimatbundes. Deutschlandweit sind über 3000 Mitglieder im Sauerländer Heimatbund organisiert. Gleichzeitig ist der Verein Dachverband für zahlreiche lokale lokalhistorische und heimatkundliche Vereine wie etwa: Balver Heimwacht, Arnsberger Heimatbund, Sunderner Heimatbund, Kreisring Olpe Sauerländer Heimatbundes.
Das Arbeitsgebiet des Vereins umfasst das historisch gewachsene ehemalige kurkölnische Sauerland, gelegen im ländlichen Südosten von Westfalen. Es entspricht heute im Wesentlichen dem Gebiet des Kreises Olpe und des Hochsauerlandkreises sowie der Städte Balve und Menden im Märkischen Kreis und Warstein, Rüthen, Geseke und der Gemeinde Möhnesee im Kreis Soest.
Der Verein gibt vierteljährlich die Zeitschrift Sauerland (seit 1968; 1951 Ruf der Heimat, 1952–1967 Sauerlandruf) heraus. Sie beschäftigt sich intensiv mit den Arbeitsgebieten des Vereins. Daneben ist der Verein Herausgeber und Mitherausgeber zahlreicher regionalgeschichtlicher Schriften und Studien.
Bis 2018 war die Geschäftsstelle im Kreishaus in Brilon beheimatet. Seit Herbst 2018 befindet sie sich im Kreishaus in Meschede. Aktuelle Geschäftsführerin ist seit 2019 Ruth Reintke.

## Erste Vorsitzende
- 1921–1923: Albert Kleffmann
- 1923–1924: Heinrich Schauerte
- 1924–1933: Franz Hoffmeister
- 1950–1952: Theodor Bönninghaus
- 1952–1966: Franz Rips
- 1966–1967: Willi Odenthal
- 1967–1972: Werner Broermann
- 1972–1988: Adalbert Müllmann
- 1998–2010: Dieter Wurm
- 2010–2022: Elmar Reuter
- seit 2022: Michael Kronauge

## Schriftenreihen (Auswahl)
- Landeskundliche Schriftenreihe für das kurkölnische Sauerland. Darin u. a.:
  - Helmut Müller (Bearb.): Die Urkunden des Klosters Bredelar. Fredeburg, 1994.
  - Manfred Wolf (Bearb.): Die Urkunden des Klosters Oelinghausen: Regesten. Fredeburg, 1992
- Sauerland: Zeitschrift des Sauerländer Heimatbundes. Seit 1968.

Die Zeitschrift Sauerland erscheint vierteljährlich in einer Frühjahrs-, Sommer-, Herbst- und Winterausgabe. Sie wird von einem mehrköpfigen Redaktionsteam unter der Leitung des Kreisheimatpflegers im Hochsauerlandkreis Hans-Jürgen Friedrichs erstellt. Dabei beschäftigt sich das Magazin mit vielfältigen Themen und Rubriken aus dem Sauerland. Mitglieder bekommen das Magazin kostenlos zugeschickt.

## Mitgliederversammlungen (Heimattage)
Die Mitgliederversammlungen des Sauerländer Heimatbundes sind immer auch Heimattage mit einem umfassenden Programm, Exkursionen vor Ort und einem meist plattdeutschen Gottesdienst zum Abschluss. Gastgeber der Versammlungen in Auswahl:
- 02.-04.09.1922 Heimwacht Balve | Balver Höhle  |  Programm[3]
- 03.09.1994 Schmallenberg | Stadthalle Schmallenberg
- 26.08.1995 Kirchhundem | Dorfhalle Oberhundem
- 31.08.1996 Brilon 75 Jahre Sauerländer Heimatbund | Kolpinghaus Brilon
- 23.08.1997 Attendorn | Stadthalle
- 29.08.1998 Bestwig | Schützenhalle Ramsbeck
- 28.08.1999 Heimatverein für Olpe und Umgebung | Stadthalle Olpe
- 12.08.2000 800 Jahre Stadt Rüthen | Stadthalle Rüthen
- 25.08.2001 ehem. Freiheit Sundern (Sauerland) | Schützenhalle Sundern
- 31.08.2002 525 Jahre Drolshagen | Festzelt Drolshagen-Büren
- 30.08.2003 Winterberg | Stadthalle Winterberg
- 28.08.2004 Balve | Balver Höhle
- 27.08.2005 Meschede | Stadthalle Meschede
- 26.08.2006 Arnsberg | Sauerland Theater Arnsberg
- 25.08.2007 Sundern (Sauerland)-Allendorf | Schützenhalle Allendorf (Sundern)
- 30.08.2008 Kultur- und Heimatverein Badulikum eV Belecke (Warstein) | Schützenhalle Belecke
- 29.08.2009 Olsberg | Kur- und Konzerthalle Olsberg
- 28.08.2010 Marsberg | Schützenhalle Niedermarsberg
- 27.08.2011 700 Jahre Stadt Olpe | Olper Stadthalle
- 25.08.2012 Briloner Heimatbund Semper Idem | Bürgerzentrum Kolpinghaus Brilon
- 31.08.2013 Körbecke (Möhnesee) | Möhneseehalle
- 30.08.2014 Heimat- und Geschichtsverein Medebach | Schützenhalle Medebach
- 25.08.2018 Holthausen (Schmallenberg) | Schützenhalle Holthausen
- 31.08.2019 Heinsberg (Kirchhundem) |
- 29.08.2020 Meschede – abgesagt wegen Corona
- 04.09.2021 100 Jahre Sauerländer Heimatbund | 100 Jahre Heimwacht Balve | Balver Höhle
- 08.10.2022 1250 Jahre Obermarsberg (Marsberg) | Schützenhalle Obermarsberg
- 26.08.2023 Verein für Orts- und Heimatkunde Attendorn e. V. | Stadthalle Attendorn
- 24.08.2024 Heimat- und Verkehrsverein Düdinghausen e. V. | Schützenhalle Düdinghausen (Medebach)[4]
- 30.08.2025 Abtei Königsmünster Meschede[5]

## Mundartarchiv Sauerland
Das Plattdeutsche im Sauerland ist immer weiter auf dem Rückzug. Für den Erhalt der Sprache ist das Mundartarchiv Sauerland im Stertschultenhof in Eslohe-Cobbenrode errichtet worden. Es geht zurück auf das Projekt Mundarten im Sauerland, hat seine Arbeit am 1. Januar 2002 aufgenommen, und wird von Werner Beckmann geleitet. Grundlegende Arbeit war und ist die Erfassung möglichst aller Orte im kurkölnischen Sauerland durch Tonaufnahmen. Zur Förderung und Finanzierung des Mundart-Archivs ist ein gleichnamiger Trägerverein gegründet worden. Ihm gehören an der Hochsauerlandkreis, der Kreis Olpe, die Gemeinde Eslohe, der Museumsverein Eslohe, der Sauerländer Heimatbund, der Heimat- und Förderverein Cobbenrode sowie die Christine-Koch-Gesellschaft an.

## Plattdütske Dag - Plattdeutscher Tag des SHB
Seit 1994 veranstaltet der Arbeitskreis Plattdeutsch im Sauerländer Heimatbund einen Plattdeutschen Tag/Plattdütsken Dag in Essel/Eslohe. Bis 2001 wurde er u. a. im Schafstall im Brauereigasthof oder im Jägerhof ausgerichtet. Seit 2003 findet er im renovierten Stertschultenhof in Eslohe-Cobbenrode/Cowwenroo statt. In dem historischen Gebäude von 1310 befindet sich auch das Mundartarchiv Sauerland unter der Leitung von Werner Beckmann, der seitdem sozusagen als Schirmherr der Veranstaltung fungiert und diese traditionell mit dem Lied Gut goon! Auk so! abschließt. Der Stertschultenhof liegt nahe der Grenze zwischen den Kreisen Hochsauerland und Olpe. Anfangs fanden die Treffen unter Einladung und Co-Leitung des 1. Vorsitzenden Adalbert Müllmann mit verschiedenen Vortragenden statt. Dabei ging es vor allem auch um den Informationsaustausch, und es gab eine enge Verbindung zur 2022 aufgelösten Christine-Koch-Gesellschaft. Seit der Jahrtausendwende richtet in der Regel ein plattdeutscher Arbeitskreis das Treffen aus. 
Leitung:
- 1994 bis 2004 Karl Heinz Falk (Attendorn)[9]
- 2004 bis 2013 Manfred Raffenberg (Schmallenberg)
- 2013 bis 2018 Ursula Mathweis (Eslohe)[10]
- seit 2019 Markus Hiegemann (Brilon)

Plattdütske Dage:
- 01 | 28.05.1994 | Schafstall Eslohe/Essel | Thema: Plattdütsk – blous en Pleggefall? (Plattdeutsch – nur ein Pflegefall?) | Moderation: Karl H. Falk[11]
- 02a | 03.05.1995 | Maidag in Meskede (Vortreffen zum 2. Plattdeutschen Tag) | Plattdütske Arwetskreis ut Meskede | Benediktinerabtei Königsmünster Meschede | Moderation: Paul Schulte
- 02b | 10.06.1995 | Jägerhof Eslohe | Thema: Dat Nederdütske is nit dout (Das Niederdeutsche ist nicht tot) | Gastredner: Georg Bühren (Fachstelle Niederdeutsche Sprachpflege, Westfälischer Heimatbund)
- 03 | 04.05.1996 | Schafstall Eslohe
- 04 | 1997 Eslohe | Thema: Taustand un Taukunf d’r Plattdütsken Sproke (Zustand und Zukunft der Plattdeutschen Sprache) - 20 Johre Plattdütske Arwetskreis Essel | Gastredner: Horst Ludwigsen, Schalksmühle | Moderation: Karl H. Falk
- 05 | 1998 | Eslohe | Moderation: Karl H. Falk
- 06 | 29.05.1999 | Eslohe | Federführung: Arbeitskreis Mundartpflege Breylen/Brilon, Leitung: Fritz Reckling | Moderation: Karl H. Falk
- 07 | 13.05.2000 | Eslohe | Federführung: Plattdeutscher Arbeitskreis Ruien/Rüthen | Moderation: Karl H. Falk
- 08 | 12.05.2001 | Eslohe | Federführung: Plattdeutscher Arbeitskreis Meskede Meschede, Leitung: Paul Schulte | Moderation: Karl H. Falk
- 2002 kein Plattdeutscher Tag
- 09 | 10.05.2003 | erstmals und fortan im Stertschultenhof Eslohe-Cobbenrode/Cowwenroo
- 10 | 29.05.2004 | Federführung: Dai Plattduitsken Frauluie iut Stockmen un Holzen (Plattdeutsche Frauen Stockum und Dörnholthausen) (Sundern)
- 11 | 07.05.2005 | Federführung: De Biälske Plattduitske Schaule Belecke (Warstein) | Moderation: Manfred Raffenberg, Hans Jürgen Raulf, Peter Wessel
- 12 | Mai 2006 | Federführung: Arbeitskreis Mundartpflege Breylen/Brilon | Moderation: Manfred Raffenberg, Fritz Reckling, Markus Hiegemann[12]
- 13 | 2007 | Federführung: Plattdt. AK Attendooren/Attendorn | Moderation: Manfred Raffenberg
- 14 | 31.05.2008 | Federführung: Plattdeutsche Freunde Silbach (Winterberg) | Moderation: Manfred Raffenberg
- 15 | 2009 | Federführung: Heimatfreunde Olpe mit dem Meisterchor Rüblinghausen | Moderation: Manfred Raffenberg
- 16 | 2010 | Moderation: Manfred Raffenberg
- 17 | 2011 | Federführung: Heimatfreunde Langenholthausen | Moderation: Manfred Raffenberg
- 18 | 2012 | Federführung: Heimatfreunde Brügge/Grevenbrück, Leitung: Engelbert Stens | Moderation: Manfred Raffenberg, Ursula Mathweis
- 19 | 2013 | Federführung: Plattdt. AK Attendooren/Attendorn | Moderation: Ursula Mathweis, Manfred Raffenberg
- 20 | 2014 | Ausrichter: Plattdeutscher Arbeitskreis Eslohe/Essel, Leitung: Günter Schmidt, Walter Schulte | Moderation: Ursula Mathweis, Lore Schmidt, Markus Hiegemann[13]
- 21 | 09.05.2015 | Ausrichter: Plattdeutscher Arbeitskreis Oesdorf/Äsdrup (Marsberg) | Moderation: Markus Hiegemann, Ursula Mathweis
- 22 | 14.05.2016 | Ausrichter: Dai Plattduitsken Frauluie iut Stockmen un Holzen (Plattdeutsche Frauen Stockum und Dörnholthausen) (Sundern), Leitung: Ingrid Krengel | Moderation: Ursula Mathweis, Markus C. Hiegemann
- 23 | 29.04.2017 | Ausrichter: Stabirge/Marsberg und Róón/Diemelstadt, Leitung: Karl Heinemann | Moderation: Walter Bracht, Markus Hiegemann, Ursula Mathweis
- 24 | 05.05.2018 | mit den plattdeutschen Arbeitskreisen aus Grevenbrück/Brügge (Lennestadt) und Warstein/Waosten | Moderation: Ursula Mathweis
- 25 | 04.05.2019 | mit verschiedenen Arbeitskreisen - Motto: Vielfalt in Einheit | Moderation: Markus Hiegemann
- 2020 bis 2022 Ausfall durch Corona[14]
- 26 | 13.05.2023 | Ausrichter: vormalige Frigroafskop Düdenkuesen/ehem. Freigrafschaft Düdinghausen (Medebach), Leitung: Berni Eickhoff - Motto: Wii schwazzet platt, gii auk? (Wir sprechen platt, ihr auch?) | Moderation: Markus Hiegemann[15]
- 27 | 04.05.2024 | Ausrichter: Plattdütse Runne Draulzen (Plattdeutsche Runde Drolshagen), Leitung: Gertrud Schneider – Motto: Vi biant geren un fierent geren! (Wir beten gern und feiern gern!) | Moderation: Heinz Stachelscheid (Limpen Heinz), Markus Hiegemann
- 28 | 10.05.2025 | Plattdeutscher Arbeitskreis De Plattduitsken im Traditionsverein Störmede 1978 e. V. - Stürmede/Stürmske/Störmede (Geseke)

## Pilgerwege
Das Gebiet des Sauerländer Heimatbundes durchqueren alte Handels-, Heer- und Pilgerwege.
Deshalb hat er es sich gemeinsam mit dem Freundeskreis der Jakobuspilger Paderborn, der Projektgruppe Heidenstraße, dem Sauerländischen Gebirgsverein SGV und dem Sauerlandtourismus zur Aufgabe gemacht, diese bedeutenden Fernwege vor dem Vergessenwerden zu bewahren und für Wanderer und Pilger wieder zu beleben.